# 연령 조작
연령 조작(age fabrication) 또는 나이 조작은 사람들이 의도적으로 자신의 실제 나이를 왜곡할 때 발생한다. 이는 일반적으로 해당 개인이 이용할 수 없는 특권이나 지위를 얻으려는 의도로 수행된다(예: 성인에게 부여되는 특권을 얻기 위해 미성년자가 자신의 나이를 속이는 경우). 이는 구두 또는 서면 진술을 사용하거나 중요한 기록을 변경, 조작 또는 위조함으로써 수행될 수 있다.
어떤 경우에는 쇼 비즈니스나 프로 스포츠에서 최소 법적 또는 고용 가능 연령을 제한하기 위해 연령을 늘린다. 공개연령을 낮추는 것은 자신이 아니라 홍보담당자, 부모, 기타 핸들러 등 주변 사람들이 하는 경우도 있다. 대부분의 경우 나이를 1~2년 늘리거나 늘리는 것이 포함된다. 그러나 앨 루이스 및 차로(Charo)와 같은 더 극단적인 경우에는 10년 이상이 더해지거나 뺀다. 공식 국가 문서(예: 출생, 결혼 및 사망 증명서, 인구 조사, 기타 신원 문서)는 일반적으로 정확한 날짜를 제공한다.
현대 서양 사회에서는 흔하지 않지만, 자신의 정확한 생년월일을 모르는 경우가 여전히 가능하며, 특히 최근까지 출생 기록이 기록되지 않은 국가에서 태어난 경우에는 더욱 그렇다. 그러한 사람은 나중에 조사한 결과 허위로 판명된 생년월일을 임의로 선택할 수 있다. 이러한 상황은 개인을 속이려는 명백한 의도가 없기 때문에 연령 조작으로 간주되어서는 안 된다.
나이에서 시간을 빼는 것을 영어로는 셰이빙("shaving")이라고 하고, 나이에 시간을 더하는 것을 패딩("padding")이라고 한다.